# Bernhard Wenger

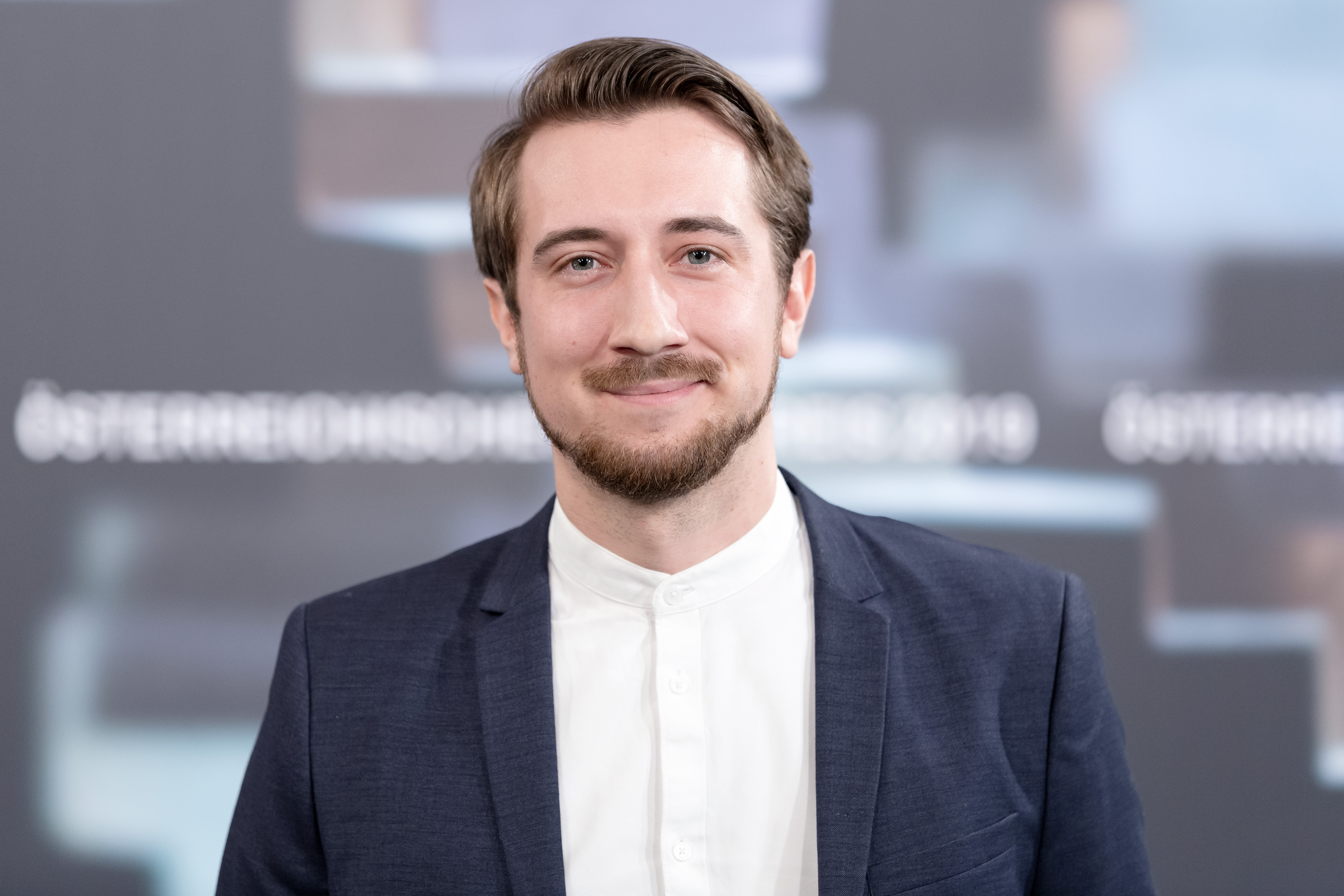
Bernhard Wenger (2019)

Bernhard Wenger (* 24. Juni 1992 in Salzburg) ist ein österreichischer Filmregisseur und Drehbuchautor.

## Leben
Bernhard Wenger wurde in Salzburg geboren, nach dem Schulbesuch und dem Zivildienst übersiedelte er nach Wien, wo er ab 2014 an der Filmakademie Wien studierte.
Sein Kurzfilm Ausstieg Rechts wurde 2015 bei den Rüsselsheimen Filmtagen ausgezeichnet, Gleichgewicht erhielt 2016 den Jurypreis der Filmtage Friedrichshafen. Sein Kurzfilm Entschuldigung, ich suche den Tischtennisraum und meine Freundin wurde unter anderem im Rahmen des Filmfestival Max Ophüls Preises 2018, der Diagonale 2018 sowie beim Österreichischen Filmpreis 2019 als bester Kurzfilm ausgezeichnet.
Mit seinem Langfilmdebüt Pfau – Bin ich echt? wurde er 2024 zu den 81. Internationalen Filmfestspielen von Venedig in die Sektion Settimana Internazionale della Critica (SIC) eingeladen und mit dem Premio Bisato d’Oro ausgezeichnet wurde. Das Drehbuch dazu entwickelte er im Rahmen der Cinéfondation Residence der Internationalen Filmfestspiele von Cannes 2020.
Wenger ist Mitglied der Akademie des Österreichischen Films.

## Filmografie (Auswahl)
- 2013: Sucre (Kurzfilm)
- 2014: Mit besten Grüßen (Kurzfilm)
- 2015: Ausstieg Rechts (Kurzfilm)
- 2015: Gleichgewicht (Kurzfilm)
- 2017: Jungwild (Kurzfilm)
- 2018: Australia (Kurzfilm)
- 2018: Entschuldigung, ich suche den Tischtennisraum und meine Freundin (Kurzfilm)
- 2019: Guy proposes to his girlfriend on a mountain (Kurzfilm)
- 2023: Aufnahmen einer Wetterkamera (Kurzfilm)
- 2024: Pfau – Bin ich echt?

## Auszeichnungen und Nominierungen (Auswahl)
- Für Ausstieg Rechts (2014)
  - Rüsselsheimer Filmtage: 1. Platz (gemeinsam mit Rupert Höller)

- Für Gleichgewicht (2015)
  - Filmtage Friedrichshafen: Jurypreis

- Für Entschuldigung, ich suche den Tischtennisraum und meine Freundin (2018)
  - Alpinale 2018: Preis der Jury[10][11]
  - Diagonale 2018: Diagonale-Preis der Jugendjury – Bester Nachwuchsfilm für Entschuldigung, ich suche den Tischtennisraum und meine Freundin[12]
  - Diagonale 2018: Diagonale-Preis Bester Kurzspielfilm für Entschuldigung, ich suche den Tischtennisraum und meine Freundin[12]
  - Filmfestival Max Ophüls Preis 2018: Auszeichnung mit dem Publikumspreis für den besten Kurzfilm
  - Filmfestival Kitzbühel: Auszeichnung mit dem Nachwuchspreis
  - Österreichischer Filmpreis 2019 in der Kategorie Bester Kurzfilm[4]

- Für Guy proposes to his girlfriend on a mountain (2019)
  - Vienna Shorts 2019: Preis der Jugendjury[13]

- Für Aufnahmen einer Wetterkamera (2023)
  - Filmfestival Max Ophüls Preis 2023: Nominierung für den besten Kurzfilm

- Für Pfau – Bin ich echt? (2024)
  - Internationale Filmfestspiele von Venedig 2024: Premio Bisato d’Oro[7]
  - New Faces Award 2025: Auszeichnung für den besten Debütfilm[14]